# Bach-Archiv Leipzig

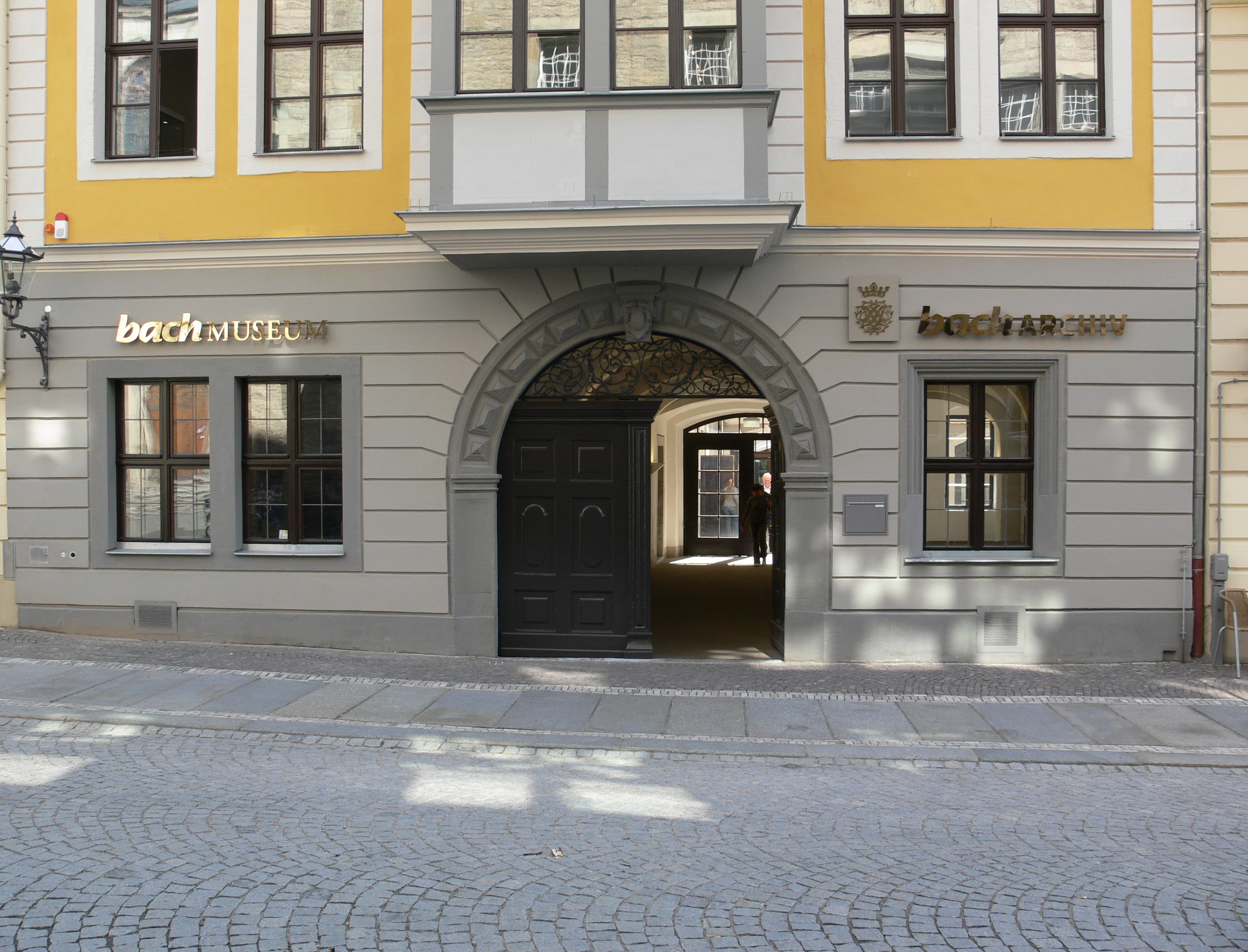
L'ingresso della Bosehaus, sede del Bach-Archiv Leipzig.

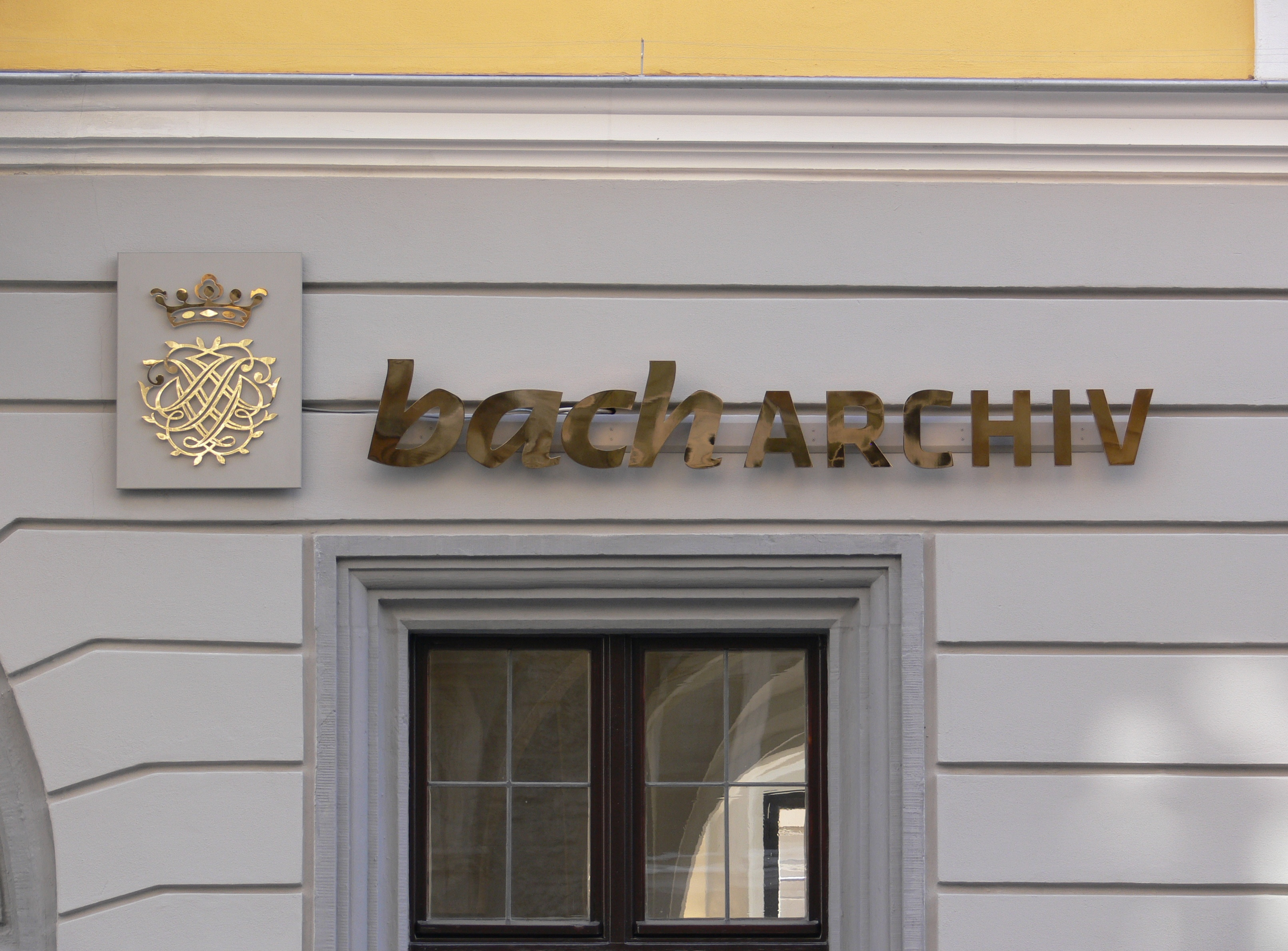
L'insegna del Bach-Archiv Leipzig.

Il Bach-Archiv Leipzig, o semplicemente Bach-Archiv, è un istituto di studi sulla vita e sulle opere di Johann Sebastian Bach con sede a Lipsia, in Germania. L'istituto, considerato un ente di rilevanza culturale nazionale dal governo tedesco, fa parte dal 2008 dell'Università di Lipsia.

## Storia
L'istituto venne fondato nel 1950, in occasione delle celebrazioni per il bicentenario della morte di Johann Sebastian Bach, da Werner Neumann, che fu anche direttore dello stesso fino al 1973. Inizialmente servì solo come archivio per i manoscritti e i documenti riguardanti Bach e la sua famiglia.
Successivamente, su impulso della Neue Bachgesellschaft, il Bach-Archiv Leipzig fu la guida per la realizzazione, insieme allo Johann-Sebastian-Bach-Institut di Gottinga, della Neue Bach-Ausgabe, la seconda edizione storico-critica completa delle composizioni di Bach. Dal 1950, inoltre, l'istituto cura la realizzazione dell'Internationaler Johann-Sebastian-Bach-Wettbewerb, un rinomato concorso internazionale per musicisti.
Dal 1985 la sede del Bach-Archiv Leipzig è la storica Bosehaus, vicina alla Thomaskirche. Dopo la riunificazione della Germania l'istituto entrò a far parte della Konferenz Nationaler Kultureinrichtungen, un'unione degli enti culturali dell'ex Repubblica Democratica Tedesca, fondata ad Halle nel 2002.
Dal 2008 al 2010 la sede del Bach-Archiv Leipzig venne interamente restaurata e venne reinaugurata il 20 marzo 2010 dal Presidente della Repubblica Horst Köhler. Il palazzo, inoltre, ospita una biblioteca musicale e un piccolo museo dedicato al compositore. Il Bach-Archiv Leipzig, dal 2008, è stato unito all'Università di Lipsia.

## Direttori
- 1950-1973: Werner Neumann.
- 1974-1979: Hans-Joachim Schulze.
- 1979-1991: Werner Felix.
- 1992-2000: Hans-Joachim Schulze.
- 2001-2013: Christoph Wolff.
- 2014-2019: Peter Wollny come direttore, John Eliot Gardiner nel nuovo ruolo di presidente.
- Dal 2019: Ton Koopman